# 萨米议会 (芬兰)

萨米议会位于萨约斯萨米文化中心建筑内

萨米议会（芬蘭語：Saamelaiskäräjät）是芬兰萨米人的代议机构，负责本国萨米人的文化自治事务。萨米议会成立于1996年，设在伊纳里的萨约斯萨米文化中心里。其前身为成立于1973年11月9日的萨米代表团（芬蘭語：Saamelaisvaltuuskunta）。萨米代表团为北欧国家中设立的第一个萨米人的政治权利机构。
萨米议会有21名议员和4名候补议员。每届议会任期4年。自2020年起现任议会主席是托马斯·阿斯拉克·尤索（Tuomas Aslak Juuso）。